# Ray Collins (fumettista)
Ray Collins, pseudonimo di Eugenio Zappietro (Buenos Aires, 28 novembre 1936), è un fumettista argentino.

## Biografia
Nacque a Buenos Aires nel 1936. Inizia la sua carriera di sceneggiatore lavorando su serie a fumetti ideate da altri autori per poi idearne presto di proprie. Particolarmente proficua la collaborazione alla testata Misterix, per la quale sceneggia storie dell'omonimo personaggio che dava il nome alla rivista oltre a quelle di Joe Gatillo, Bull Rockett e Johnny Rosco.
Insieme al disegnatore Arturo Del Castillo, nel 1961 crea Garrett, il suo primo grande successo; dalla collaborazione con l'autore cileno seguiranno negli anni le serie di El Cobra per la rivista Skorpio e Los Vikingos per Tit-Bits. Nel 1962 idea la serie Al sur del Sol, disegnata da Jorge Moliterni, e Precinto 56, disegnata José Muñoz e in seguito da Lito Fernández. Tra il 1963 e il 1974 si concentra su personaggi propri come Garrett e la serie di Precinto 56. Altri importanti serie furono Henga, Larrigan, Black Soldier e Alazán, realizzate con disegnatori come Juan Zanotto, Daniel Haupt, Mandrafina e Roume.